# Acacia verrucifera
Acacia verrucifera é uma espécie de leguminosa do gênero Acacia, pertencente à família Fabaceae.